# Сантюль V (виконт Беарна)
Сантюль V Молодой (фр. Centulle V le Jeune, баск. Zentulo V Gaztea; убит в 1090) — виконт Беарна с около 1058 года, граф Бигорра с 1080 года, виконт д’Акс, сеньор Орта и Сали, сын виконта Гастона III и Аделы.

## Биография

### Правление
Отец Сантюля, Гастон III, умер раньше отца, так что после гибели виконта Сантюля IV Старого ему наследовал внук, Сантюль V. Он попытался отомстить за смерть деда, который вторгся во владения виконта Суля, но был заманен в ловушку и убит. Опасаясь за свою жизнь, виконт Суля укрылся в Лаведане, на границе Бигорра, где владел обширными землями. При этом ему пришлось пересечь территорию Беарна, в чём ему помог его родственник, епископ Олорона, в результате чего виконтство Суль, находившееся в зависимости от виконтства Дакс, было присоединено к епископству Олорон.
Во время своего правления Сантюль значительно увеличил самостоятельность Беарна. После присоединения Гаскони к герцогству Аквитания Сантюль формально стал вассалом герцога Аквитании. Однако герцоги, нуждаясь в его поддержке, передали ему виконтство Акс, а также сеньории Орт и Сали, и освободили его от вассальной зависимости. При этом Сантюль чеканил деньги в своей столице Морлаасе, имел право созывать рыцарей в Беарне.
Сантюль был сторонником григорианской реформы католической церкви. Он начал строительство монастыря Сен-Фуа де Морла в котором установил клюнийский устав, а также делал многочисленные дарения церкви. Всё это обеспечило ему поддержку папы Григория VII.
Со своей первой женой, Гислой, Сантюль развёлся по настоянию папы из-за близкого родства. После чего он женился на Беатрисе I Бигоррской, унаследовавшей в 1080 году графство Бигорр, благодаря чему присоединил его к своим владениям. Также был присоединён и Монтане, переданный королём Арагона в качестве приданого за Талезой Арагонской, вышедшей замуж за Гастона, наследника Сантюля.
После набегов норманнов город Олорон был в запустении. Сантюль в 1080 году решил его восстановить. Во время его правления на левом берегу реки Гава возник городок Сен-Мари, который первоначально был частью Олорона. Сантюль восстановил городские стены, построил мост, соединивший части города, а также построил церковь Сен-Круа. Чтобы поощрить переселение жителей в город, Сантюль провозгласил хартию на беарнском языке, давая жителям Олорона привилегии более широкие, чем это было принято в других частях Беарна. Позже Сантюль поддержал претензии епископа Олорона на Суль против епископа Дакса. Однако военное вторжение было неудачным, армия Сантюля во владении Микс была разбита виконтом Дакса.
Более удачным был спор с Сансом, виконтом Лабарта, который отказал Сантюлю в праве взимания церковной десятины, которое было у Сантюля как графа Бигорра. Сантюль вторгся во владения виконта, разбил его и принудил принести оммаж.
Поддерживая дружеские отношения с королями Арагона, Сантюль принял участие в Реконкисте. В 1090 году он возглавил беарнскую армию, отправившуюся в Арагон для того, чтобы помочь в осаде Уэски, однако по дороге был предательски убит.
После смерти Сантюля его владения были разделены. Беарн достался Гастону IV, сыну Сантюля от 1-го брака, а Бигорр — Бернару III, сыну от второго брака — с Беатрис Бигоррской.

### Брак и дети

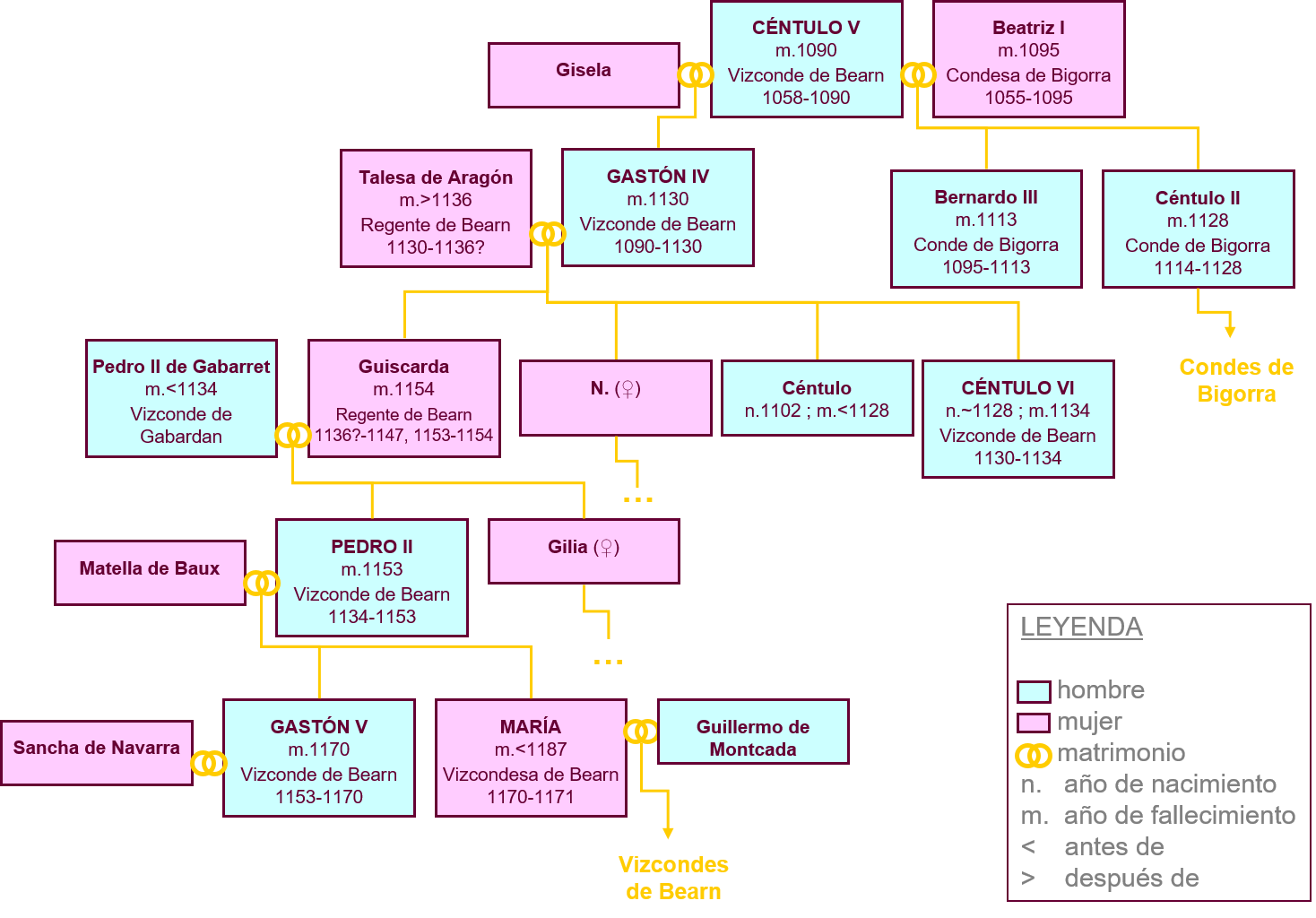
Родословное дерево виконтов Беарна

1-я жена: Жизель (Гисла) (развод). Её происхождение неизвестно, однако она находилась в близком родстве с Сантюлем. Возможно она была дочерью графа Арманьяка Бернара II Тюмапаллера. Дети:
- Гастон IV Крестоносец (ум. 1130), виконт Беарна с 1090 года
- дочь; муж: Барнар д’Абокав

2-я жена: с 1077 Беатрис I (ум. после 14 октября 1095), графиня Бигорра, дочь графа Бигорра и Фуа Бернара II и Этьеннеты. Дети:
- Бернар III (ум. 1113), граф Бигорра с 1090 года
- Сантюль II (ум. 1128/1130), граф Бигорра с 1113 года